# A katolikus egyház ökumenizmusa
innen
A történelmi keretek megváltozásával a középkorban a katolikus egyház világi, társadalmi, politikai és intézményes oldala került az érdeklődés középpontjába. Az egyház egyre többet foglalkozott önmagával; ennek nyomán alakult ki az a jogi szempontú, hierarchiaközpontú egyháztan, amely nemcsak kivívta, de évszázadokra örökül is hagyta számos keresztény közösség ellenszenvét. 
Az egyház önértelmezését az újkor kezdetén a katolikus-protestáns hitvita határozta meg, apologetikus éllel vetve fel a kérdést: melyik az igazi egyház. Ekkor került sor a Tridentinumra, másképpen Trentói vagy Tridenti Zsinatra. Erről Yves Congar kiemeli, hogy különösen érdekes módon nem foglalkozott egyháztani kérdésekkel. 
A Tridentinum utáni években fellépő Bellarmin Szent Róbert vitairataiban az egyház látható, hierarchikus és monarchikus vezetésre épülő valóság, s az Istennel való személyes, egyéni találkozás és a szigorúan „egyházias” hit egységet alkot. A bellarmini ekkléziológia tehát újfajta individualizmussal ötvözve kilépett a középkor rendszeréből. De ez már nem volt elegendő; az egy folyamat hírnökeként rövidesen megszülető descartes-i ismeretelmélet, a szubjektív bizonyosság sürgető igénnyel lépett fel, mintegy 300 évre szinte kizárólag a felekezetek és ideológiák közti merev vitára kényszerítve a katolikus egyházat.
Az egyháziasság és az antimodernizmus szinte ekvivalens fogalmakká lettek. A 19. század klasszikusan a pápai tekintéllyel gyakorlatilag azonosított, Rómának elkötelezett centralista katolicizmus restaurációs időszaka lett, hitvédelemmel a középpontban. Az 1850 és 1950 között uralkodó ultramontán egyháztan doktrínája szerint az egyház societas perfecta (azaz tökéletes, független „befejezett” társaság) ez az önértelmezés valójában azt célozta, hogy az állammal szemben biztosítsa az egyház szabadságát és függetlenségét. Wiedenhofer professzor frappáns összefoglalásában a pápaság „a nyugati egyháztan és a racionalizmussal párosult, az újkorral szembeszegülő hitvédelem alapján, s az állam központosított szerveződési formájának mintájához való ragaszkodás következtében erre az egyházképre hivatkozva gyakorlatilag mereven elzárkózott az újkori kultúrától és társadalomtól, és az újkor előtti életformákat igyekezett felújítani; befelé pedig, a tekintély és a hierarchia újkorellenes hangsúlyozásával, az Egyházon belül szakadás következett be (a világiak elsősorban a klerikusok eszközei és alárendeltjei); a szervezeti felépítés tekintetében pedig az Egyháznak olyan ultramontanista és központosított uniformizálása kezdődött el a római egyházfegyelem és liturgia révén, hogy a katolikus Egyház kívülről nézve már nem is látszott másnak, mint egyetlen pápai egyházmegyének alárendelt püspöki körzetekkel… A közép- és újkor e jogászkodó egyháztana az 1870-es Első vatikáni zsinaton egyházi jóváhagyást nyert a pápai hatalomról szóló Pastor aeternus című határozatban.” Ennek lényege: a katolikus egyház tökéletes módon birtokolja Krisztus létének minden gazdagságát, a depositum fidei teljességét és az üdvösség minden eszközét.
E definíció értelmében belátható, hogy az autokefál keleti egyházak miért érezték joggal, hogy az Első vatikáni zsinat határozatai pusztán történelmi események és erők eredői. Szerintük mindössze a világi hatalomból fakadó primátus-felfogás szankcionálódott. Tragikus tény, hogy az I. Vaticanum ügyrendje úgy alakult, hogy az figyelmét az Egyház testületének fejére irányította, s a fej szempontjából nézte a testet.
De a megindult folyamat nem állt meg: az egyház értelmezésének teológiai megújítására a katolikus egyházon belül is egyre többen tettek kísérletet, mozgalmak alakultak, feszegetve a hierarchikus öntudat és a cselekvési jogkör szabta határokat. A II. világ-, majd a hidegháború okozta sokk a kereszténységben spontán ökumenikus törekvést váltott ki, és követelte a világhoz való új viszonyulást. Ekkor került sor a II. Vatikáni zsinatra, amelynek Lumen gentium című konstitúciójában az Egyház új belső értelmezést kapott: Isten népe-ként nem más, mint a hit titka, s a hívő emberek történelemben vándorló közössége, alapfeladata pedig az igehirdetés, az istentisztelet és a diakónia.
A Decretum de oecumenismo határozat, amely a Szentlélek kegyelmének kiáradásaként, az eddig (katolikus részről mondhatni) elhanyagolt pneumatikus dimenzió erősítéseként említi az ökumenikus mozgalmat, hangsúlyozottan kiemeli, hogy csak egy Egyház van. Eszerint Jézus egyházalapítói szándékának hármas bizonyítása van: a tizenkettő kiválasztása, Péter személyének kiemelése és az eucharisztia ünneplésének elrendelése. Ezt az alapjában véve statikus megállapítást 1985-ben, Bolognában a Nemzetközi Teológiai Bizottság Jézus egész üdvözítői művében helyezi el, szélesebb perspektívában láttatva az egyház kialakulását. Az egyházak vagy az egyetlen egyház kérdésében a határozat más dokumentumokkal összhangban rendkívül következetes, amikor kijelenti, hogy az üdvösség eszközei hiánytalanul a katolikus egyházban állnak fenn. Ez a megfogalmazás azért nem kizáró értelmű, mert részben feltételezi, hogy a megszentelés és az igazság sok eleme megtalálható (subsistit in) határain kívül is, vagyis azon többi, akár ortodox, akár protestáns egyházi közösségekben, amelyek még nincsenek teljes közösségben a katolikus egyházzal.
Az 1995-ös Ut unum sint enciklika összhangban az Unitatis redintegratio-val, más egyházakban és egyházi közösségekben meglévő kiemelkedően értékes elemekről kijelenti, hogy ezek mind Krisztustól valók, hozzá vezetnek, és Krisztus egyetlen egyházához tartoznak. Annak pontosítására, hogy az egyházon kívül is megtalálható megszentelés és az igazság sok eleme miképpen kapcsolódik magához az egyetlen Egyházhoz, a Dominus Iesus nyilatkozat válaszolt 2000-ben. „Ellenkezik – jegyzi meg Leonardo Boff tanulmányában – a zsinati szöveg hiteles jelentésével azok értelmezése, akik a subsistit in formulából azt a tételt vezették le, hogy Krisztus egyetlen egyháza a nem katolikus egyházakban és egyházi közösségekben is létezhet. Ezzel szemben a zsinat azért választotta a subsistit szót, hogy rávilágítson: az igaz Egyháznak egyetlen léte (szubszisztenciája) van, míg látható határain kívül csupán az Egyház elemei léteznek, melyek (mivel magának az Egyháznak elemei) a katolikus Egyház felé irányulnak és vezetnek.” Ezek az elemek II. János Pál pápa szavai szerint az egység után kiáltanak, mert csak itt találhatják meg teljességüket. Ez az egység azonban, vagyis az Isten által akart egy egyház, nem egyszerűen a szétszórt értékek összegyűjtése révén valósul meg.